# Cantó de Bourg-Argental
El cantó de Bourg-Argental era una divisió administrativa francesa del departament del Loira, situat al districte de Saint-Étienne. Comptava 8 municipis i el cap era Bourg-Argental. Va desaparèixer el 2015.

## Municipis
- Bourg-Argental
- Burdignes
- Colombier
- Graix
- Saint-Julien-Molin-Molette
- Saint-Sauveur-en-Rue
- Thélis-la-Combe
- La Versanne

## Història
| Data d'elecció                           | Identitat      | Partit           | Qualitat |
| ---------------------------------------- | -------------- | ---------------- | -------- |
| 1945-1971                                | Alfred Guyotat | Divers droite    |          |
| 1971-1987                                | André Jamet    | Divers droite    |          |
| 1987-1992                                | Jean Moutot    | PS               |          |
| 1992-2015                                | Bernard Bonne  | RPR, després UMP |          |
| les dades anteriors no són pas conegudes |                |                  |          |
|                                          |                |                  |          |

## Demografia
| A partir de 1990: Població sense dobles comptes |